# Петровська сільська рада (Ішимбайський район)
Петро́вська сільська рада (рос. Петровский сельский совет) — муніципальне утворення у складі Ішимбайського району Башкортостану, Росія. Адміністративний центр — село Петровське.

## Населення
Населення — 4226 осіб (2019, 4827 в 2010, 5144 в 2002).

## Склад
До складу поселення входять такі населені пункти:
| Населений пункт         | Населення, осіб (2002) | Населення, осіб (2010) |
| ----------------------- | ---------------------- | ---------------------- |
| Алмали, присілок        | 102                    | 73                     |
| Арметрахімово, присілок | 328                    | 315                    |
| Бердишла, присілок      | 254                    | 212                    |
| Васильєвка, село        | 760                    | 729                    |
| Гумерово, присілок      | 369                    | 379                    |
| Ішимово, присілок       | 106                    | 89                     |
| Калмаково, присілок     | 24                     | 24                     |
| Павловка, присілок      | 54                     | 40                     |
| Петровське, село        | 2759                   | 2580                   |
| Солоний, хутір          | -                      | 1                      |
| Тимашевка, присілок     | 388                    | 385                    |